# Mughalsarai
Mughalsarai es  una ciudad y municipio situado en el distrito de Chandauli en el estado de Uttar Pradesh (India). Su población es de 109650 habitantes (2011). El área metropolitana cuenta con 152091 habitantes (2011). Se encuentra a 16 km de Benarés.

## Demografía
Según el  censo de 2011 la población de Mughalsarai era de 109650 habitantes, de los cuales 57682 eran hombres y 51968 eran mujeres. Mughalsarai tiene una tasa media de alfabetización del 81,17%, superior a la media estatal del 67,68%: la alfabetización masculina es del 87,93%, y la alfabetización femenina del 73,68%.